# Malefici
Malefici (títol original: American Haunting ) és una pel·lícula de terror estatunidenco-britànico-canadenco-romanesa dirigida per Courtney Solomon, estrenada l'any 2005. Ha estat doblada al català.

## Argument
Una descendent de la família Bell descobreix el relat d'esdeveniments estranys que han tingut lloc al passat, redactat per una àvia. Reviu així la terrible nit on va néixer l'Esperit i descobreix l'horrorosa veritat que l'ha empès a manifestar-se.
L'any 1817, sorolls estranys i manifestacions sobrenaturals van envair la granja de la família Bell. L'Esperit que freqüenta l'estada agredeix Betsy, la noia adorada de la família: sembla posseïda des que ressonen les dotze de mitjanit. Els Bell intenten comprendre per què aquest Esperit els ataca a ells, però ni les sessions d'exorcisme, ni la temptativa de fugida de Betsy lluny de la maleïda granja no arriben a posar fi a aquesta irrupció de violència. Al contrari, el terror els envaeix quan l'Esperit es posa a parlar-los, amb veus diferents. Sempre més amenaçador, no es deixa ja cap membre de la família i fins i tot pronuncia una sentència de mort respecte un d'ells.

## Repartiment
- Donald Sutherland: John Bell
- Sissy Spacek: Lucy Bell
- James De Arcy: Richard Powell
- Rachel Hurd-Wood: Betsy Bell / la veu de l'entitat
- Matthew Marsh: James Johnston
- Thom Fell: John Bell Jr.
- Zoe Thorne: Theny Thorn
- Gaye Brown: Kathe Batts
- Sam Alexander: Joshua Gardner
- Miquel Brown: Chloe
- Vernon Dobtcheff: el fill gran
- Shauna Shim: Anky
- Madalina Stan: la fila eterea
- Isabelle Almgren-Doré: Jane
- Susan Almgren: Elizabeth Powell, la mare.
- Howard Rosenstein: David, el pare

## Al voltant de la pel·lícula
- El rodatge s'ha desenrotllat del 4 d'agost de 2004 al 16 de febrer de 2005 a Bucarest i Mont-real.
- La novel·la de Brent Monahan va ser igualment adaptada al cinema per Ric White amb Bell Witch Haunting (2004) i Shane Marr amb Bell Witch: The Movie (2007).[3]

## Crítica
- "Successió rutinària d'elements típics i tòpics (...) conté la seva inevitable dosi de moralisme, tan indesitjat com fal·laç. (...) Puntuació: ★★ (sobre 5)."[4]
- "És més probable que et doni mal de cap que esgarrifances, i no és prou ximple com per ser entretinguda. (...) Puntuació: ★ (sobre 5)."[5]
- "Una pel·lícula ben feta i és estèticament atractiva, però (...) produeix molts crits, plors i crueltat, però no gaire drama."[6]

## Premis i nominacions
- Nominació al premi del millor thriller i del millor crit de terror per a Rachel Hurd-Wood, en els Premis Teen Choice l'any 2006.